# Li Xin
Li Xin (chinês tradicional:李 昕 ) (Benxi, 5 de novembro de 1969) é uma ex-basquetebolista chinesa que integrou a Seleção Chinesa Feminina entre os anos de 1985 e 1996 entre os quais conquistou a medalha de prata nos XXV Jogos Olímpicos de Verão realizados em 1992 na cidade de Barcelona.